# سوريش كومار
سوريش كومار (بالهندية: सुरेश राणा)‏ (بالإنجليزية: Suresh Rana)‏ هو سياسي هندي، ولد في 5 يوليو 1970 في الهند. حزبياً، نشط في بهاراتيا جاناتا.